# Hyposidra davidaria
Hyposidra davidaria là một loài bướm đêm trong họ Geometridae.